# NGC 6148
NGC 6148 este o galaxie situată în constelația Hercule. A fost descoperită în 10 iunie 1864 de către Albert Marth.